# Округ Луис (Њујорк)
Округ Луис (енгл. Lewis County) је округ у америчкој савезној држави Њујорк. По попису из 2010. године број становника је 27.087.

## Демографија
Према попису становништва из 2010. у округу је живело 27.087 становника, што је 143 (0,5%) становника више него 2000. године.
| Група             | 2000.          | 2010.          |
| Белци             | 26.363 (97,8%) | 26.225 (96,8%) |
| Афроамериканци    | 106 (0,4%)     | 184 (0,7%)     |
| Азијати           | 63 (0,2%)      | 75 (0,3%)      |
| Хиспаноамериканци | 172 (0,6%)     | 357 (1,3%)     |
| Укупно            | 26.944         | 27.087         |